# Monica Dahlbom
Monica Ann Dahlbom, född 22 februari 1960, är en svensk jurist.
Monica Dahlbom har varit rådman i Länsrätten i Skåne län och tjänstgjort i Finansdepartementet. Hon arbetade på Domstolsverket 1999–2009, bland annat som chefsjurist, chef för personalavdelningen och tf. generaldirektör. Hon var förhandlingschef på Arbetsgivarverket 2009–2016 och är kammarrättspresident i Kammarrätten i Jönköping sedan 2016.